# スティーヴン・クライン (写真家)
スティーヴン・クライン（Steven Klein、1965年4月30日 - ）は、ニューヨークを拠点とする、アメリカ合衆国の写真家。ロードアイランド州生まれ。

## 経歴
ロードアイランド・スクール・オブ・デザインで絵画を学んだ後、写真分野へと進路を転換した。クラインは、カルバン・クライン、ドルチェ&ガッバーナ、ルイ・ヴィトン、バレンシアガ、アレキサンダー・マックイーン、ナイキなど様々なクライアントの大々的な広告キャンペーンのために写真撮影を行っており、また、アメリカ合衆国版およびパリ版の『ヴォーグ』をはじめ、『i-D』、『ヌメロ』、『W』、『Arena』などの雑誌に、定期的に写真を発表している。作品は数多くの展覧会で取り上げられており、近年ではカリフォルニア州のガゴシアン・ギャラリー (Gagosian Gallery) や、フィレンツェのブランコリーニ・グリマルディ・ギャラリー (Brancolini Grimaldi Gallery) でも展示が行われた。クラインは、マドンナや、トム・フォード、ブラッド・ピットなどを取り上げた『W』の特集記事で広く知られている。クラインは、照明監督のデイヴィッド・デヴリン (David Devlin) と組むことがよくある。プロモーション用の写真も手がけており、ブリトニー・スピアーズの3枚目のスタジオ・アルバム『ブリトニー』のカバー写真などを撮影している。

## X-STaTIC PRO=CeSS
2003年、クラインはマドンナとの共同作業で、『X-STaTIC PRO=CeSS』と題されたインスタレーション展示作品を制作した。これは『W』誌のために撮影した写真や、ビデオ素材を組み込んだものであった。このインスタレーションは、2003年3月28日から5月3日まで、ニューヨークのギャラリー「ダイチ・プロジェクト (Deitch Projects)」で公開され、その後、この作品は、再構成された形で世界各地を巡回した。
この点時のタイトルは、マドンナの2003年のアルバム『アメリカン・ライフ』に収録された曲「エックス・スタティック・プロセス (X-Static Process)」から採られている。
この展示の際には、関連する大型本が、350ドル、1000部限定で販売された。この本のデザインはジョヴァンニ・ビアンコ (Giovanni Bianco) が担当し、特注紙を用いた印刷と手作業での製本はイタリアで行われ、本はコットン紙の紙箱に納められていた。
後にマドンナは、この展示に用いたビデオを、2004年のThe Re-Invention Tourにおいて「The Beast Within」と「ヴォーグ」のパフォーマンスの際に用いた。その後もマドンナは、クラインとしばしば共同作業を行っており、アルバム『コンフェッションズ・オン・ア・ダンスフロア』や『ハード・キャンディー』でクラインが撮影した写真を使っている。クラインは、マドンナの2006年のConfessions Tourにビデオを提供したほか、様々な雑誌用の写真撮影を行っている。

## 音楽ビデオ

### コンサート記録映像
- マドンナ - 「The Beast Within」（2004年、Re-Invention World Tour）
- マドンナ - 「Vogue」（2004年、Re-Invention World Tour）
- マドンナ - 「Future Lovers/I Feel Love」（2006年、Confessions Tour）
- マドンナ - 「Get Together」（2006年、Confessions Tour）
- マドンナ - 「Music Inferno」（2006年、Confessions Tour）
- マドンナ - 「Human Nature」（2008年 - 2009年、Sticky & Sweet Tour）
- マドンナ - 「Get Stupid」（2008年 - 2009年、Sticky & Sweet Tour）

### 映画
- マドンナ - 「Secretprojectrevolution」

### ビデオ・クリップ
- レディー・ガガ - 「アレハンドロ」（2010年）
- Brooke Candy - 「Opulence」（2014年）

### コマーシャル映像
- レディー・ガガ - 「Fame」（2012年）- 香水